# Берзи ле Сек
Берзи ле Сек (фр. Berzy-le-Sec) насеље је и општина у североисточној Француској у региону Пикардија, у департману Ен (Пикардија) која припада префектури Соасон.
По подацима из 2011. године у општини је живело 400 становника, а густина насељености је износила 34,22 становника/km². Општина се простире на површини од 11,69 km². Налази се на средњој надморској висини од 133 метара (максималној 154 m, а минималној 52 m).

## Демографија
| 1962. | 1968. | 1975. | 1982. | 1990. | 1999. | 2011. |
| ----- | ----- | ----- | ----- | ----- | ----- | ----- |
| 343   | 385   | 368   | 411   | 365   | 395   | 400   |

График промене броја становника у току последњих година